# Scorpion (seizoen 1)
Dit artikel vat het eerste seizoen van Scorpion samen. Dit seizoen liep van 22 september 2014 tot 20 april 2015 en bevatte tweeëntwintig afleveringen. 

## Rolverdeling

### Hoofdrollen
- Elyes Gabel – Walter O'Brien
- Ari Stidham – Sylvester Dodd
- Jadyn Wong – Happy Quinn
- Eddie Kaye Thomas – Tobias M. 'Toby' Curtis MD
- Robert Patrick – Federaal agent Cabe Gallo
- Katharine McPhee – Paige Dineen
- Riley B. Smith – Ralph

### Terugkerende rollen
- Camille Guaty – Megan O'Brien
- Brendan Hines – Drew
- Andy Buckley – Richard Elia
- David Fabrizio – Merrick
- Daniel Zolghadri – Jonge Walter O'Brien

## Afleveringen
| Nr. | Aflevering | Titel                   | Regisseur         | Schrijver(s)                          | Selectie gastrollen | Uitzenddatum      |  |
| --- | ---------- | ----------------------- | ----------------- | ------------------------------------- | --- | ----------------- |  |
| 1 | 1          | Pilot                   | Justin Lin        | Nick Santora                          | Anthony Skordi - Nemos Alimi Ballard - copiloot Patrick St. Esprit - kapitein James Pike Ernie Hudson - Brooks Glenn Keogh - mr. O'Brien Carla Toutz - mrs. O'Brien                                                        | 22 september 2014 |  |
| Agent Cabe Gallo huurt zijn voormalige wonderkind Walter O’Brien in om samen met zijn genievrienden een team te vormen die voor hem gaan werken. Hun eerste opdracht voor de overheid is een vliegtuig in nood te helpen met landen op de internationale luchthaven van Los Angeles. Het pas nieuwe communicatieapparatuur op het vliegveld is onbruikbaar gemaakt door een computervirus. Het team besluit om serveerster Paige in hun team op te nemen, zij wordt meteen op een gevaarlijke missie gestuurd om het vliegtuig te redden. |            |                         |                   |                                       | |                   |  |
| 2 | 2          | Single Point of Failure | Bobby Roth        | David Foster                          | Joel Gretsch - gouverneur Paul Lane Erick Avari - Robert Richter Emily Robinson - jonge Megan Diahnna Nicole Baxter - therapeute Kate Butler - mrs. Lane                                                                   | 29 september 2014 |  |
| Team Scorpion wordt opgeroepen door de gouverneur wanneer zijn dochter een levensbedreigend virus ingespoten heeft gekregen en nog maar 24 uur te leven heeft. Tijdens hun zoektocht naar de dader en het tegengif voor de dochter krijgt Walter slecht bericht over zijn zus, zij lijdt aan MS en haar ziekte wordt erger. Toby zoekt hulp bij een ex-verloofde van hem, Happy is ondertussen niet blij over de mensen die haar vroeger in de steek hebben gelaten. Cabe worstelt tijdens de zaak met zijn verleden van zijn dochter die hij al lang niet meer gesproken heeft. |            |                         |                   |                                       | |                   |  |
| 3 | 3          | A Cyclone               | Gary Fleder       | Nick Santora Nicholas Wootton         | Glenn Plummer - agent Keeler Carlos Sanz - commandant Anthony Skordi - Nemos Steven Allerick - terrorist marinier Joseph Baird - sergeant EOD                                                                              | 6 oktober 2014    |  |
| Directeur Merrick van het United States Department of Homeland Security zet een militaire oefening op voor het team Scorpion wat een fatale afloop kent. Het team is nu vastbesloten om de overheid en Cabe te laten zien wat zij waard zijn, en gaan de strijd aan met iemand die willekeurige bomaanslagen pleegt om zo het internet infrastructuur van de stad te ontregelen. Cabe ontdekt wat het team achter zijn rug om aan het doen zijn en wil hen van de zaak af halen, dit omdat zij zijn orders om zich terug te trekken hebben genegeerd. Ondertussen probeert Paige haar plekje te vinden in het team. |            |                         |                   |                                       | |                   |  |
| 4 | 4          | Shorthanded             | Dwight H. Little  | Elizabeth Beall                       | Corbin Bernsen - Bob Connelly Alicia Lagano - Renee Connelly Chris Mulkey - Ronny José Zúñiga - Lou Rake Sandra Cevallos - rechter Stone                                                                                   | 13 oktober 2014   |  |
| Dankzij de publiciteit door hun laatste zaak worden zij nu ook gevraagd in de burgersector, dit tot ongenoegen van Cabe. Een baas van een casino in Las Vegas roept hun hulp in, omdat hij veel geld verliest aan de blackjacktafels. Terwijl het team op onderzoek uit is, raken zij verzeild in een overval op het casino. Walter wordt er dan ineens van beschuldigd het meesterbrein te zijn van de overval waarna hij wordt opgesloten in een cel. Het team roept dan de hulp in van Cabe en samen lukt het hen om de zaak op te lossen en tegelijkertijd de onschuld van Walter te bewijzen. |            |                         |                   |                                       | |                   |  |
| 5 | 5          | Plutonium Is Forever    | Jeff T. Thomas    | Paul Grellong                         | Mykelti Williamson - generaal Ned Walker Joshua Leonard - Mark Collins Julia Kelly - meisje op strand | 20 oktober 2014   |  |
| Wanneer een kernreactor van de energiecentrale in Los Angeles, met een zeer verouderd softwareprogramma, in een meltdown dreigt te raken, wordt de hulp van het team Scorpion ingeroepen. Walter moet tegen zijn zin de hulp inroepen van het voormalige teamlid Mark Collins. Het team is eerder door Collins' toedoen in moeilijkheden gebracht. |            |                         |                   |                                       | |                   |  |
| 6 | 6          | True Colors             | Jeff Hunt         | Rob Pearlstein                        | Linda Hunt - Hetty Lange Shohreh Aghdashloo - dr. Cassandra Davis Raphael Sbarge - curator Paulson Amber Friendly - agent Elise Carey Josh Keaton - Phil Daniels                                                           | 27 oktober 2014   |  |
| Het team wordt gevraagd om een kunstmuseum te beveiligen, maar dan worden zij ineens beschuldigd van het beschadigen van een kostbaar schilderij. Het team vermoedt dat dit schilderij een vervalsing is. De teamleden moeten van de overheid een psychisch onderzoek ondergaan voor beschikbaarheid. Als zij dit weigeren, krijgen zij geen opdrachten meer van de overheid. Cabe schakelt zijn connectie in, Hetty Lange die hoofd is van NCIS: Los Angeles. Samen met haar lukt het team om het echte schilderij te lokaliseren. Ondertussen draagt Paige Walter een experiment op om meer emotionele intelligentie te krijgen, dit om in de toekomst meer werk te kunnen krijgen. Tevens roept zij zijn hulp in wanneer Ralph niemand kan vinden die met hem naar het Halloween feest wil gaan op zijn school. |            |                         |                   |                                       | |                   |  |
| 7 | 7          | Father's Day            | Milan Cheylov     | Nick Santora                          | Jamie McShane - Patrick Quinn Keith David - Warden Brennan Feonix - SWAT-leider Glenn Keogh - vader van Walter Nick Gracer - gangster                                                                                      | 3 november 2014   |  |
| Het team wordt ingeschakeld om te ontdekken hoe drie gevangen, een ervan is een persoon met een hoog IQ en een hacktivist, uit een streng beveiligde gevangenis konden ontsnappen en wat hun intentie hiervoor was. Ondertussen belt Drew, de vader van Ralph, naar het kantoor van Scorpion om met zijn zoon te praten, dit zorgt ervoor dat alle teamleden terugdenken over hun ervaringen met vaderdag. De teamleden zijn bezorgd over het welzijn van Ralph en verrichten nader onderzoek naar de achtergrond van Drew. Hij blijkt een onbekende honkbalspeler te zijn, die wanhopig op zoek is naar een club. |            |                         |                   |                                       | |                   |  |
| 8 | 8          | Risky Business          | Matt Earl Beesley | Nicholas Wootton                      | Scott Mescudi - Peyton Temple Matt Gerald - Owen Sugar Zoran Korach - Slavomir Lochlyn Munro - rechercheur Jim Archer Method Man - Lucky the King                                                                          | 10 november 2014  |  |
| Een muzikaal wonderkind heeft een controversieel algoritmeprogramma gemaakt voor het maken van het perfecte poplied. Zijn hulp wordt ingeroepen door het team voor hun onderzoek naar de moord op een muziekblogger, die ook de vriend was van het wonderkind. Ondertussen neemt Drew zijn zoon Ralph mee naar een honkbalwedstrijd. Als zij later in het kantoor van Scorpion terugkomen, vraagt Drew aan Walter advies voor het verbeteren van het contact met zijn zoon. Walter baalt van de aanwezigheid van Drew en zoekt afleiding in het illegale straatraces met supercars door de stad. |            |                         |                   |                                       | |                   |  |
| 9 | 9          | Rogue Element           | Jerry Levine      | Paul Grellong Kim Rome                | Jessica Tuck - Rebecca Orestes Arcuni - Darby Kevin Fry - man in pak John Burke - Gostin Gary Kraus - Draper | 17 november 2014  |  |
| Team Scorpion helpen Cabe nadat hij een alarmerende oproep heeft gekregen van zijn ex-vrouw Rebecca. Rebecca is bang dat er een aanval op haar gepland wordt, nadat zij een verdachte geldspoor op het spoor is gekomen. Mogelijk is er een verband met een moordaanslag op een prominent congreslid en de verkiezing die hierna werd gehouden. Ondertussen bedankt Drew Walter voor het verbeteren van zijn werpsnelheid voor zijn werpballen in het honkbal. Dit zorgt ervoor dat Drew kans maakt op een club in Portland en denkt erover om Paige en Ralph mee te vragen. |            |                         |                   |                                       | |                   |  |
| 10 | 10         | Talismans               | Sam Hill          | Alex Katsnelson                       | Jake McLaughlin - James Corbin Peter Jason - generaal Talbertse Michael Klesic - Igor Devan Long - Max Christine Garver - Rosa Barrios                                                                                     | 24 november 2014  |  |
| Wanneer een gevechtsvliegtuig met een geheime radar neerstort in Bosnië en Herzegovina, wordt het team Scorpio gevraagd dit vliegtuig samen met Navy SEALs op te sporen en veilig te stellen. De vrouw van de piloot vraagt het team om, als zij het lichaam van haar man vinden, zijn ketting af te doen en die aan haar terug te geven, omdat deze ketting veel emotionele waarde heeft voor haar. Ondertussen maakt het team kennis met Megan, de zus van Walter, die lijdt aan MS. Zij werd gearresteerd nadat zij dronken achter het stuur zat. De teamleden zijn boos op Walter omdat hij nooit heeft verteld dat hij een zus had. |            |                         |                   |                                       | |                   |  |
| 11 | 11         | Revenge                 | Mel Damski        | Elizabeth Beall David Foster          | Karolina Wydra - agente Simone Taylor Ronnie Gene Blevins - Dirty John Tucker Kristen Ariza - dokter | 8 december 2014   |  |
| Het team wordt opgeroepen om een inbraak te onderzoeken in een complexe brandkast in een warenhuis. De inbraak werd gepleegd door een brutale bende met de naam The Ghosts die internationaal opereren. Tijdens het onderzoek ontploft een explosief dat achtergelaten werd door de bende in de brandkast. Door de ontploffing raakt Sylvester ernstig gewond. Het team moet nu, ondanks dat hun vriend in het ziekenhuis ligt, hun concentratie vast blijven houden en samen met Interpol proberen de mensen achter de bende te vinden. Ondertussen groeit het contact tussen Drew en Ralph, Drew wil dit ook graag bewerkstelligen met Paige. |            |                         |                   |                                       | |                   |  |
| 12 | 12         | Dominoes                | Omar Madha        | Rob Pearlstein Nick Santora           | Jamie McShane - Patrick Quinn Wyatt Oleff - Owen Charles Malik Whitfield - Dan Heather David An - ordehandhaver Scott Engrotti - fietser                                                                                   | 15 december 2014  |  |
| Wanneer op kerstavond een jongen vast komt te zitten in een zinkgat op een strand, wordt de hulp ingeroepen van Scorpion om hem te redden. Het wordt ene race tegen de klok als blijkt dat de opkomende vloed hem in levensgevaar brengt. Ondertussen schakelt Walter zijn connecties in om zijn zus Megan in een medicijnproefproject te krijgen voor een nieuw medicijn tegen MS. Megan wil echter geen proefpersoon zijn en weigert zijn aanbod. Nu Drew de kerstdagen heeft moeten missen met zijn zoon Ralph, omdat hij in Portland zat, probeert Paige de kerstdagen over te doen door het kantoor in kerstsfeer te versieren en een kerstmaal te serveren. |            |                         |                   |                                       | |                   |  |
| 13 | 13         | Kill Screen             | Jace Alexander    | Nicholas Wootton Paul Grellong        | Octavius J. Johnson - Nate Spencer Garrett - Wilson Eckherd Georgie Guinane - vertegenwoordigster videospel fabrikant Lawrence Kao - Calvin Ted Mattison - agent Cullens                                                   | 5 januari 2015    |  |
| Het Team Scorpion moet Ralph helpen nadat hij opgepakt is voor verhoor door het United States Department of Justice. Dit is gebeurd nadat hij een geheime code had gekraakt in een videospel dat informatie bevatte over de locaties van schuiladressen van de CIA in Mexico, en dit resulteerde in de moord op twee CIA-agenten. Ondertussen gaat Walter de uitdaging aan om raketmotor te verbeteren, waarmee een prijs van 15 miljoen dollar is gemoeid. Dit geld wil hij gebruiken voor zijn zoektocht naar het medicijn tegen de ziekte MS, waar zijn zus Megan aan lijdt. |            |                         |                   |                                       | |                   |  |
| 14 | 14         | Charades                | Christine Moore   | Rob Pearlstein                        | Nazneen Contractor - Sima Mackenzie Astin - Leonard James Black - agent Miller Jennifer Lee - agente Marchand | 18 januari 2015   |  |
| Wanneer de afdeling interne zaken van het CIA een gecodeerde boodschap onderschept die vanuit hun kantoor in Los Angeles werd verzonden, roepen zij de hulp in van Scorpion. Het team moet nu zien te achterhalen wie degene was die de boodschap verzond met geheime informatie. Het blijkt al snel dat deze persoon geen kwaad in zijn zin had, hij is verliefd op een vrouw in Jemen en wilde haar ook chemische pesticiden geven. Hij gaat ervan uit dat zij dit wilde gebruiken voor humanitaire doeleinden, het team ontdekt al snel dat zij echter snode plannen heeft met de pesticiden en willen ervoor zorgen dat zij dit niet in handen krijgt. Ondertussen beseft Paige dat zij gevoelens heeft voor Walter, zij geeft hem lessen in flirten om hem zo voor te bereiden in een taak voor het onderzoek. |            |                         |                   |                                       | |                   |  |
| 15 | 15         | Forget Me Nots          | Jann Turner       | Alex Katsnelson Nick Santora          | David James Elliott - Bruce Navid Negahban - agent Khara Michael Masini - Theo Walsh Chad Davis - ambulancebroeder Thai Douglas - dokter                                                                                   | 19 januari 2015   |  |
| Wanneer een hack plaatsvindt in de computer van een nucleaire raketsilo in IJsland om een massavernietigingswapen te lanceren, wordt de hulp ingeroepen van Scorpion. De enige manier om de dader achter de hack te vinden is, om een voormalige agent van de United States Secret Service te helpen met het terughalen van zijn geheugen. Hij moet zich zien te herinneren wie er zestien jaar geleden, bij een aanslag op de Amerikaanse president, de lanceercodes heeft gestolen om het massavernietigingswapen te lanceren. Het team voert nu een strijd tegen de klok, omdat zij ontdekken dat er een aanval gepland staat op een Amerikaans doel die veel levens zal kosten. Ondertussen staat Paige voor een moeilijke keus: ze moet ofwel met Ralph in Los Angeles bij Scorpion blijven, of met Drew meegaan naar Portland waar Drew een speciale school heeft gevonden voor Ralph. |            |                         |                   |                                       | |                   |  |
| 16 | 16         | Love Boat               | Sam Hill          | Elizabeth Beall Kim Rome              | Patrick Fabian - kapitein Stephen Caine Michael Filipowich - Christoph Kelley Jakle - Janice Keller Aaron Braxton - Raul                                                                                                   | 9 februari 2015   |  |
| Terwijl Valentijnsdag nadert wordt Scorpion opgeroepen om een partij gestolen experimentele raketwerpers op te sporen. Zij komen de gestolen raketwerpers op het spoor en ontdekken dat zij het land uit gesmokkeld worden door ze te vervoeren met een cruiseschip. Terwijl zij de raketwerpers willen ontmantelen worden zij betrapt door de mensen die de raketwerpers hebben gestolen, die de overige passagiers gijzelen en hun vrijheid willen geven in ruil voor de raketwerpers. Het team moeten nu beslissen wat te doen: gaan zij op deze eis in of willen zij alles op alles zetten om de raketwerpers uit hun handen te houden. Ondertussen helpen Happy en Toby Ralph met zijn interesse in een meisje dat hij kent van zijn school, en Sylvester maakt een Valentijn voor Megan. Walter wil Paige verrassen met een etentje in een luxe restaurant op Valentijnsdag, maar op het laatste moment wordt hij bang en trekt zich terug. |            |                         |                   |                                       | |                   |  |
| 17 | 17         | Going South             | David Grossman    | Nick Santora Nicholas Wootton         | Aramis Knight - Paco Mia Serafino - Zoe Javier Calderon - leider drugskartel Pilar Holland - Lorraine Arroyo | 23 februari 2015  |  |
| Scorpion wordt door miljardair Richard Elia gevraagd om zijn ontvoerde dochter te redden uit de handen van een Mexicaans drugskartel. Zij werd ontvoerd tijdens haar werk als journaliste in Mexico. Het team besluit hem te helpen. Ze reizen naar Mexico, waar zij merken dat ze in een gewelddadige wereld terechtkomen en moeten hopen op een veilige terugkeer. Ondertussen heeft Walter, om meer publiciteit te krijgen, een interview gegeven aan een plaatselijk televisiestation. Als het team op televisie het interview bekijkt, valt het hen meteen op dat de andere leden nauwelijks genoemd worden door Walter. Ze laten tegenover Walter hun frustratie hierover merken. Sylvester probeert ondertussen het geschikte moment te vinden om Walter te vertellen dat hij een relatie heeft met zijn zus Megan. Dit loopt niet zoals gepland, als hij het ineens uitschreeuwt terwijl zij met de zaak bezig zijn. |            |                         |                   |                                       | |                   |  |
| 18 | 18         | Once Bitten, Twice Die  | Guy Ferland       | David J. North                        | Fernanda Andrade - Rene Munoz Matt Lasky - Mikko Aleska Timothy V. Murphy - Dimitri Kreshenko Keong Sim - dr. Chong Christopher Carroll - Boris Sakovich                                                                   | 9 maart 2015      |  |
| Er dreigt een oorlog uit te breken tussen Wit-Rusland, Litouwen en Letland. Scorpion wordt gevraagd te helpen met de beveiliging van de vredesbespreking tussen de betrokken partijen, die wordt gehouden in Amerika. Tijdens de besprekingen wordt de president van een betrokken land vergiftigd. Het team moet zien te achterhalen wie hierachter zit, voordat de Derde Wereldoorlog uitbreekt. Ondertussen wil Paige het goede voorbeeld zijn voor haar zoon Ralph. Ze besluit weer te gaan studeren en maakt zich op voor haar examen in zeven vrije kunsten. Directeur Merrick dreigt Cabe met het onthullen van zijn geheimen die hij voorhoudt tegen Walter. Happy en Toby dreigen hun vriendschap op het spel te zetten als zij elkaar intens kussen. |            |                         |                   |                                       | |                   |  |
| 19 | 19         | Young Hearts Spark Fire | Mel Damski        | Paul Grellong Jay Beattie Dan Dworkin | Scott MacDonald - piloot reddingshelikopter John Posey - directeur LAFD reddingsteam Rick Ravanello - Marcus Aaron Bledsoe - Josh Taylor Keene - Caitlin Jake Lockett - Pete Stevie Nelson - Jenna Fernando Rivera - Diego | 23 maart 2015     |  |
| Wanneer een groep wandelaars wordt vermist in een natuurpark bij Los Angeles, wordt Scorpion opgeroepen om hen te vinden. Zij worden per helikopter naar een plek gebracht waar zij denken de wandelaars te vinden, ineens krijgt de helikopter door slecht weer technische problemen en moet een noodlanding verrichten in dichtbegroeid gebied. De piloot raakt hierbij zwaar gewond en kan niet op eigen kracht verder. Walter besluit dan de groep op te splitsen, Sylvester blijft achter bij de piloot en de rest gaat op zoek naar de wandelaars. Sylvester en de piloot worden dan ineens bedreigd door een naderend bosbrand, en Sylvester neemt de piloot mee op zijn rug om zo te ontsnappen aan het naderend vuur. De rest van het team vinden de wandelaars net op tijd om hen te redden voor het vuur, zij worden opgepikt door een reddingshelikopter met Cabe aan boord. Walter wil echter niet instappen voordat Sylvester gevonden wordt. Net op tijd komt Sylvester met de piloot aanlopen, zodat iedereen gered kan worden. Ondertussen probeert Toby wetenschappelijk bewijs te leveren dat Walter romantische gevoelens heeft voor Paige.  |            |                         |                   |                                       | |                   |  |
| 20 | 20         | Crossroads              | Kevin Hooks       | David Foster Rob Pearlstein           | Ginger Gonzaga - Maya Jason Manuel Olazabal - Hector Menjivar Ryan Sands - US Marshal Chad Todhunter - Ricky Lambert Michael Cornacchia - Frank Rick Garcia - Rick Garcia                                                  | 30 maart 2015     |  |
| Scorpion wordt door marshals gevraagd voor de beveiliging van de hoofdgetuige tegen een Nicaraguaanse misdaadbende genaamd DL. Deze zaak brengt hen in gevecht met de leider van de misdaadbende in zowel Amerika als in Nicaragua. Ondertussen neemt Toby voor zijn zenuwen alprazolam en valt hierdoor per ongeluk in slaap. Hierdoor mist hij een etentje met Happy, die zijn excuses niet aanvaardt. Toby vertelt later aan Walter dat hij een risico neemt als hij besluit aan Paige zijn gevoelens te uiten. |            |                         |                   |                                       | |                   |  |
| 21 | 21         | Cliffhanger             | Sam Hill          | Nick Santora Nicholas Wootton         | Sunkrish Bala - Jim Vedette Lim - Sarah Jacobs Roy Abramsohn - verslaggever Kate Gilligan - verslaggeefster Vanessa Lee Chester - secretaresse Jay Giannone - SWAT kapitein                                                | 13 april 2015     |  |
| Wanneer een hacker de controle overneemt van een laboratorium waar zij experimenteren in neurotoxinegiffen, wordt de hulp ingeroepen van Scorpion. De hacker wil het ventilatiesysteem gebruiken om saringassen in het laboratorium te verspreiden, wat de 23 wetenschappers het leven kan kosten. De hacker wil zo zijn wraak voor de bombardementen op Bagdad in 1997. Dit zorgt ervoor dat Cabe zijn lang verborgen geheim voor Walter openbaar moet maken, waardoor hun vriendschap op het spel komt te staan. Ralph wil ondertussen bewijzen dat hij ook een lid is van Scorpion. Hierdoor zet hij zijn leven op het spel. Walter krijgt bezoek van Richard Elia die hem een cadeau geeft voor zijn werk aan zijn raketmotor en leent hem zijn Ferrari Testarossa voor het testen van zijn motor. Walter besluit Cabe uit Scorpion te zetten na het onthullen van zijn geheim. Hij smeekt Paige om te blijven en niet te verhuizen met Drew naar Portland. Het wordt Walter allemaal te veel en hij besluit ’s nachts een joyride te maken met de Ferrari, om zo zijn hoofd leeg te maken. Dit loopt niet volgens plan als hij tegen een vangrail aanbotst. |            |                         |                   |                                       | |                   |  |
| 22 | 22         | Postcards from the Edge | Milan Cheylov     | Nick Santora Nicholas Wootton         | Michael Wiseman - brandweercommandant Eric Davis - officier Kinkirk Katherine Kamhi - dr. Hill Richard Pierre-Louis - politieagent Leigh-Ann Rose - Darla                                                                  | 20 april 2015     |  |
| Nu Walter zwaar gewond is geraakt, door het ongeluk met de Ferrari, is het team momenteel stuurloos door het gebrek aan leiderschap. Maar het team wordt gedwongen om toch samen te gaan werken voor hun belangrijkste opdracht tot nu, zij moeten het leven van Walter redden als de Ferrari van een klif dreigt te vallen. Het lukt hen Walter te redden en hij wordt met spoed opgenomen in het ziekenhuis. Paige vertelt hem dan dat zij bij Scorpion blijft, dit is toch haar familie. Walter krijgt dan een dosis morfine waardoor hij buitenbewustzijn raakt, hierdoor merkt hij niet dat Paige hem kust en hem vertelt dat zij gevoelens voor hem heeft. |            |                         |                   |                                       | |                   |  |